# 약대벌레

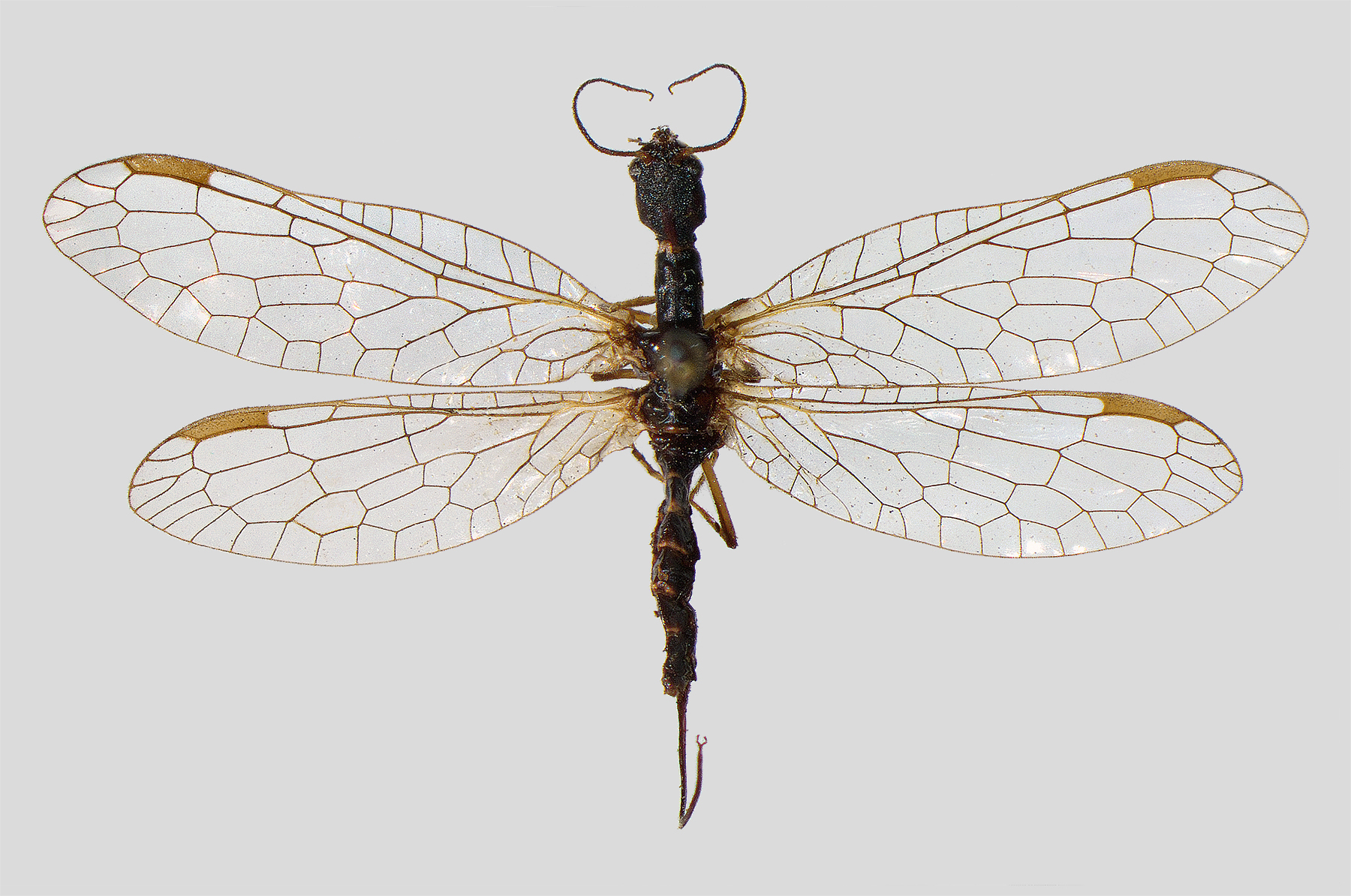

약대벌레는 약대벌레과에 속하며 학명은 Inocellia crassicornis이다. 몸길이 약 10㎜이고 혹 모양의 가운뎃가슴·뒷가슴이 있으며 긴목(앞가슴)을 쳐들고 배부분을 구부려 기는 모습이 낙타(약대)와 비슷하여 이 이름이 붙었다.
앞날개편길이는 수컷이 15㎜, 암컷이 20㎜ 정도로서 작고 검은색을 띠며 날개는 투명하다. 머리는 앞뒤로 약간 길며 이마는 네모지고 겹눈은 작다. 홑눈은 없고 날개의 가장자리무늬는 날개맥으로 나누어지지 않는 약대벌레과의 특징을 가진다. 암컷은 가늘고 긴 산란관이 배 끝에 돌출되어 있다.
성충은 밤에 등불에 날아든다. 유충은 나무껍질 밑에 살며 앞뒤로 자유로이 움직이면서 작은 곤충을 잡아먹으며 번데기는 나중에 적당한 장소로 이동하여 날 수 있게 된다. 전세계에 약 80종이 알려져 있다.